# Victor Mercier
Pour les articles homonymes, voir Mercier.
Victor Mercier, né le 27 septembre 1990,, est un chef cuisinier français, chef-propriétaire du restaurant étoilé FIEF, situé rue de la Folie-Méricourt à Paris.
Il est finaliste de la saison 9 de Top Chef diffusée sur M6 en 2018.

## Parcours

### Formation et débuts
Il travaille au Frenchie Wine Bar de Greg Marchand avant de poursuivre son parcours en Australie.
À son retour, il travaille au Sergent Recruteur, avec le chef Antonin Bonnet, qui n'utilise que des produits issus de la permaculture. Là, Victor Mercier apprend à choisir les produits en fonction des saisons.
En octobre 2016 il commence un tour du monde (15 pays visités) avec son meilleur ami Benjamin Gagneux, financé par les réparations qu'il perçoit en justice à la suite de l'escroquerie de la Jeune Rue. Pendant son périple, il réalise des prises de vue pour son projet de documentaire « Vibe's », portant sur la souveraineté alimentaire dans le monde. Son tour du monde s'achève en juin 2017.

### RestaurantFIEF
Le 24 octobre 2019, il ouvre son restaurant FIEF (pour « Fait Ici En France ») dans le  11e arrondissement de Paris. Il propose une cuisine locavore exclusivement réalisée à partir de produits de la France métropolitaine. Il propose par exemple une boisson évoquant le café, réalisée uniquement à partir de chicorée, orge et sarrasin, appelée le « cafief ».
Le 22 mars 2022, son restaurant obtient une étoile au guide Michelin tandis qu'il est lui-même nommé « Jeune chef de l'année ». En mars 2025, le même guide lui remet une étoile Verte pour récompenser pour sa démarche écologique.

### Chef engagé
Le 22 avril 2020, Jour de la Terre, pendant le confinement lié au Covid-19, Victor Mercier publie un « manifeste pour la souveraineté alimentaire post Covid-19 » sur Instagram, initiative qui suscite la curiosité médiatique,,,. Il y appelle tous les commerces de bouche et la grande distribution au soutien de l'agriculture française. Il propose notamment que soit établie une taxe de saisonnalité sur la vente des produits hors saisons, une taxation plus forte des produits finis contenant des produits ayant un impact sur l'environnement tels que l'huile de palme et la mise en place des réformes permettant d'aller vers une agriculture plus responsable. Le manifeste s'accompagne du lancement d'une pétition en ligne qui attire 1 500 signatures après quelques jours et cumule plus de 30 000 signatures deux semaines après son lancement.